# 潘繼安
潘繼安（1923年3月20日—2018年1月21日），也譯作潘計安，越南革命家、画家，是第一位爲胡志明畫速寫像的畫家。

## 生平
1923年3月20日，潘繼安出生於越南山西省廣威府甘蔗盛總蒙阜社（今屬河內市山西市社唐林村）。潘繼安的父親潘繼遂是阮朝官員，1945年與越盟合作，曾任越南民主共和國副總理和內務部長等職務。
潘繼安早年就讀於保護中學（今河內朱文安中學），師從黎氏榴、蘇玉雲和阮祥麟等人。
1948年，正在太原定化工作的潘繼安受長征委託，前往那芦爲胡志明畫像。
2018年1月21日，潘繼安在河內中央老年醫院逝世，享壽95歲，安葬於山西市社唐林村。

## 榮譽

### 獎項
- 越南國家獎文學藝術方面（2001年）[10]

### 勳章獎章
- 三等獨立勳章[4]
- 二等抗戰勳章[4]
- 一等抗美救國抗戰勳章[4]
- 越南文學藝術事業徽章[4]
- 越南美術事業徽章[4]
- 人民報事業徽章[4]